# Скоуфилд, Джордж
Джордж Уи́лли Ско́уфилд (англ. George Willie Schofield; 6 августа 1896 — дата смерти неизвестна) — английский футболист, выступавший на позиции крайнего правого нападающего.

## Биография
Родился в Понтефракте, Йоркшир. Выступал за молодёжную команду «Саутпорт Джуниор». В сезоне 1919/20 выступал за «Бери». Провёл за команду 1 матч в рамках Второго дивизиона и 2 матча в Кубке Англии, голов не забил.
В августе 1920 года перешёл в «Манчестер Юнайтед». Свой первый и единственный матч за основной состав клуба провёл 4 сентября 1920 года: это была игра Первого дивизиона против «Болтон Уондерерс» на стадионе «Бернден Парк»; она завершилась вничью 1:1. Больше за основной состав «Манчестер Юнайтед» Джордж не играл, и в мае 1922 года перешёл в клуб «Кру Александра».
В составе «Кру Александра» провёл сезон 1922/23. Сыграл 18 матчей и забил 1 гол в рамках Третьего северного дивизиона и ещё 2 матча в рамках квалификационных раундов Кубка Англии.